# Goubonne
Goubonne (in englischen Texten auch Goubon geschrieben) ist eine Oase im Norden des Tschad in der Provinz Tibesti, etwa 85 km ostnordöstlich von Zouar. Goubonne ist Sitz einer der drei Unterpräfekturen des tschadischen Departements West-Tibesti (Tibesti Ouest), neben Wour und Zouar, das zugleich Hauptort des Departements ist.